# 曽田幸司
曽田 幸司（そた こうじ、1958年6月13日 - ）は島根県松江市出身のラジオパーソナリティ・番組プロデューサー・MC。通称ソッチー

## 経歴

### ステージ司会
2003年にはギタープレイヤー中村ヨシミツの全国ツアー「音・夢弦 Live in 赤間神宮」の総合司会を担当。
吉岡龍見(尺八)・佐々木荘明(津軽三味線)ら和楽器奏者とギターの共演でジャズセッションを繰り広げるという特異な趣向が功を奏し、赤間神宮ステージとしての観客動員数は過去最多記録を達成した。有限会社エヌアルファ所属。

### プロモーション媒体
2007年・国宝長門一宮住吉神社・公式記録映像としては70年ぶりの永久保存版プロモーションDVDナレーションを担当。
2015年〜・新人アーティストのプロモーション業務。
2016年〜・CMナレーションを担当。

### 担当番組
九州・山口のFM各社。
艶華とすばらしい仲間たち、きらら歌謡クラブ、ベストセレクション、リアルネットワークKITAQ、ウィークリーYAMAGUCHI通信、コミカレアワー、他
ウイークリーYAMAGUCHI通信(FM-KITAQ)の放送期間は約10年に及ぶ(2009年～2019年)
※アシスタントを務めたメンバー（エレガントプロモーション所属）
(前期)安倍さきよ・橋本祐里・三浦花奈子・那須ひかる 他
(後期)市丸ぞな・松野真子・黒木ともみ・河本愛子 他